# 雞籠之戰
雞籠之戰，又稱為第二次聖薩爾瓦多城戰役、聖救主城之戰、聖救主城荷西浴血戰，是1642年發生於雞籠（今基隆市）的一場戰爭。起因是臺灣北部受西班牙帝國統治，荷蘭東印度公司為了奪取而發動戰爭。由於雙方戰力相差過大，西班牙軍對抗荷軍僅6日就投降，進而結束了台灣西班牙統治時期。戰後荷蘭人把聖薩爾瓦多城改建成北荷蘭城，作為往東台灣探金的據點；又在聖多明哥城原址附近重新修築安東尼堡，以掌控此地的硫磺貿易。

## 起源
1637年，菲律賓都督塞巴斯提安·巫它度·德·科奎拉下令拆除淡水的聖多明哥城，以及雞籠島聖薩爾瓦多城的看守堡（la mira）、撤守堡（la retirada）、桶方堡（el cubo），只保留主城「聖薩爾瓦多」；不過拆除計畫受到當地道明會的反對，桶方堡未被拆除。雞籠駐軍也縮減至百餘人，且科奎拉每年都會把部份士兵調回菲律賓。
西班牙人裁軍的消息傳到大員後，荷蘭人認為征服雞籠的時機已經到來。1641年8月，荷兰东印度公司第6任台灣長官保羅·杜拉弟紐司派遣205位荷軍士兵，及約500位淡水原住民組成的聯軍，試圖進攻雞籠。只是荷軍偵查過雞籠島上的據點後，判斷火炮數量不足以攻破城堡，勸降對方失敗後即返回大員。稍後荷軍在歸途上燒毀了大雞籠社，以誇耀軍威，並把淡水納入治下。經過此事，波提羅長官為強化雞籠島的防禦，違背科奎拉的指示，重建可以俯瞰聖薩爾瓦多城的撤守堡，以免爾後荷軍從此地居高臨下炮擊主城。

## 攻陷雞籠
1642年，巴達維亞當局以拉莫提（Johannes Lamotius）為統帥，增援大員當局進攻雞籠。不過杜拉弟紐司擔心夏季季風結束前，援軍無法抵達台灣，遂派哈魯斯（Hendrik Harouse）率396位士兵先行進攻。8月19日，哈魯斯的艦隊抵達雞籠島水域，上岸時因受潮流影響及西軍火砲壓制，只得退回船上。隔日，荷軍迂迴至雞籠島東側之八尺門水道附近，打算奪取島上的制高點，亦即原為看守堡所在之山丘。荷軍搶灘時，與20位西班牙士兵交戰，因西軍欠缺後援，不久後就退回撤守堡，讓荷軍成功上岸，並攻下了山丘。
21日起，荷軍在看守堡山丘構築陣地，和撤守堡展開砲擊戰。然而荷軍地勢上佔有優勢，加上雙方火力相差過大，西班牙軍每發射10枚砲彈，荷軍就反擊200多枚。交戰結果西軍損傷慘重，撤守堡胸牆嚴重損毀；聖薩爾瓦多城也受炮火波及，損毀一處稜堡。交戰途中，有1000位淡水原住民（巴賽族）弓手抵達雞籠島對岸，替荷軍助陣，不過哈魯斯認為弓箭對戰況幫助不大，令其留駐原地。
荷軍除了持續砲擊外，另外又準備了2台18磅的加農砲，24日佈署完成後，共以108枚砲彈轟毀了撤守堡城牆。到了25日，西軍共陣亡6位士兵及損毀2台加農砲，西軍只得放棄抵抗，退回聖薩爾瓦多城。荷軍佔領撤守堡後，幾乎已確定獲勝，因為從此處可觀察聖薩爾瓦多城守軍的動向，並切斷城內水源。當晚，波提羅與城內所有官兵及傳教士商議，大多數人皆認為無力抵抗荷軍，遂於26日開城投降。

## 戰後
9月5日，拉莫提率軍抵達大員，杜拉弟紐司還不知道荷軍已經獲勝，仍派拉莫提北上增援。沒多久後，荷軍攻陷雞籠的消息傳到大員，不過拉莫提照樣出發，於13日抵達雞籠，並接管此地的指揮權。
此役結束後，西班牙俘虜被運至巴達維亞囚禁，然而不久後即獲釋，於1643年6月29日平安返回馬尼拉。可是波爾的里奧害怕被追究戰敗責任，不願隨其他人回去馬尼拉而滯留於望加錫。結果菲律賓都督科奎拉被迫承擔丟失台灣的責任，1644年卸職總督後就遭當局逮捕，坐了4年牢。

### 引用
1. ↑  "荷西浴血戰-本事"，國立臺灣博物館，2006.
2. ↑  《西班牙人的台灣體驗》，頁406-407
3. 1 2  《雞籠山與淡水洋》，頁295
4. ↑  《西班牙人在臺灣》，頁107
5. ↑  《福爾摩沙如何變成臺灣府》，頁206
6. ↑  《福爾摩沙如何變成臺灣府》，頁207
7. ↑  《西班牙人的臺灣體驗》，頁43
8. ↑  《雞籠山與淡水洋》，頁304
9. ↑  《西班牙人的臺灣體驗》，頁394
10. ↑  《西班牙人在臺灣》，頁109-110
11. ↑  《西班牙人的臺灣體驗》，頁394-395
12. ↑  〈荷軍攻略基隆史料〉，頁79
13. 1 2 3  《西班牙人的臺灣體驗》，頁395
14. ↑  《西班牙人在臺灣》，頁110-111
15. ↑  《西班牙人的臺灣體驗》，頁44
16. ↑  《西班牙人在臺灣》，頁118
17. ↑  《福爾摩沙如何變成臺灣府》，頁210-211